# Atmosfera (unitat)
|  | «atm» redirigeix aquí. Vegeu-ne altres significats a «ATM». |

L'atmosfera estàndard, simbolitzada atm, és una antiga unitat de mesura de la pressió que equival a 101 325 Pa (newtons per metre quadrat, N·m–2) en unitats del Sistema Internacional d'Unitats. Es va emprar durant molt de temps en termodinàmica i en química per mesurar la pressió dels gasos comprimits dins recipients.
És una unitat de mesura que no forma part del Sistema Internacional, però va ser considerada acceptable durant força temps, fins al 1982. Tampoc no està inclosa entre les unitats que es poden utilitzar dins de la Unió Europea, les úniques unitats de pressió admeses a la Directiva 80/181/EEC són el pascal (Pa), el bar i el mil·límetre de mercuri (mmHg) o Torr.
També s'empraven l'atmosfera tècnica, simbolitzada at, que equival a 98 066,5 Pa o 98,0665 kPa i que és definida com un quilogram-força per centímetre quadrat (kp·cm–2) i igual a 0,9678 atm; i l'atmosfera britànica que és la pressió exercida per una columna de mercuri de 30 polsades d'alçada a Londres i a la temperatura de 62 °F, equival a 1,000 18 atm. Una unitat d'energia derivada de l'atmosfera era l'atmosfera-litre que equivalia a 24,218 calories o a 101,31 joules.

## Història

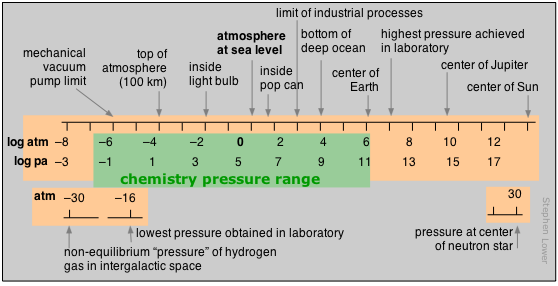
Valors de pressions en atmosferes i pascals (escala logarítmica) en diferents llocs. Alguns dels valors són: la pressió més baixa aconseguida a un laboratori és d'unes 10^{–16} atm; la pressió atmosfèrica a 100 km d'alçada és d'unes 10^{–4} atm, i al fons de l'oceà d'unes 10^{4} atm; en el centre de la Terra s'assoleixen 10^{6} atm, al centre de Júpiter entre 10^{9} i 10^{10} atm i al centre d'un estel de neutrons 10^{30} atm.

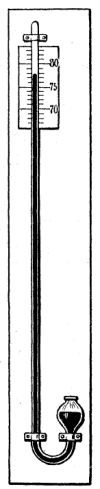
Baròmetre de mercuri que mesura 78 cm (valor un poc superior a l'atmosfera estàndard).

Al Regne Unit es començà a emprar l'atmosfera com a unitat natural de mesura de pressió durant el segle xviii. S'empra, per exemple, al llibre A System Of Natural Philosophy de Thomas Rutherford (1712–1771) publicat el 1748; més endavant a l'obra de William Nicholson (1753-1815) An introduction to natural philosophy, vol. 2, del 1805 dona la pressió a diferents profunditats de la mar en atmosferes. El 1826 ja es definia l'atmosfera com a unitat de pressió a l'obra en francès editada a Brussel·les Géométrie et mécanique des arts et métiers et des beaux-arts. Cours normal à l'usage des artistes et des ouvriers... de l'enginyer, economista i matemàtic francès baró Charles Dupin (1784-1873). Dupin diu que s'emprava l'atmosfera per a mesurar les pressions elevades que es generaven dins de les màquines de vapor (1, 2, 3, 4... atm) i que fins aleshores no s'havien assolit.
En la seva definició original, una atmosfera equivalia a la pressió mitjana a nivell del mar, corresponent a la pressió exercida per una columna vertical de mercuri de 760 mm d'altura.

El 1940, la ICAO (Organització de l'Aviació Civil Internacional) adoptà, per a mesures de pressió atmosfèrica en meteorologia, com a unitat l'atmosfera. Per a la seva definició s'acordà suposar que l'atmosfera terrestre es comporta com un gas ideal a la temperatura de 288,16 K (15 °C) i al nivell mitjà de la mar, agafant com a densitat del mercuri 13,595 × 103 kg·m–3 i el valor de l'acceleració de la gravetat a nivell de la mar a una latitud de 45° N 9,806 65 m·s–2.

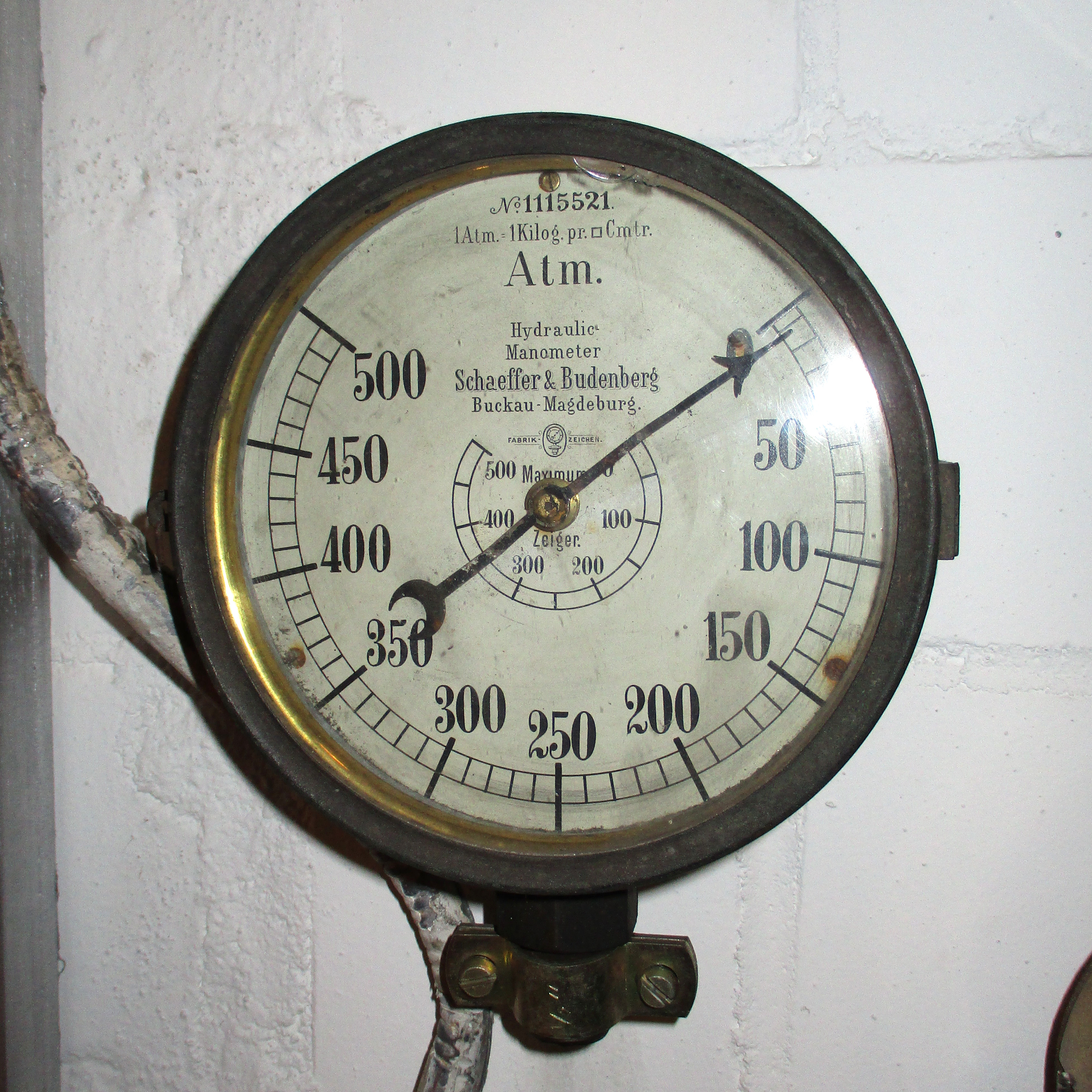
Manòmetre antic fabricat a Alemanya amb una escala de 0 a 500 atmosferes. La majoria dels manòmetres duen escala amb bars que són pràcticament iguals a atmosferes.

El 1954, la desena Conferència General de Pesos i Mesures, a la seva resolució número 4 va definir l'atmosfera estàndard com 1 013 250 dines per centímetre quadrat. És a dir, fou definida en termes d'unitats de l'antic sistema CGS. A la primera edició del Fullet del SI publicat el 1970 sota el títol Le Système International d'Unités, s'indica que la Conferència General de Pesos i Mesures del 1969 havia estimat que era preferible mantenir temporalment algunes unitats, com l'atmosfera, per a ser utilitzades conjuntament amb les unitats del SI a causa que eren força usades. Les edicions del Fullet del SI del 1973 (segona) i del 1977 (tercera) mantenen el mateix estatus d'unitat admesa temporalment. La quarta edició, del 1981, manté la situació, indica que el 1978 el CIMP va considerar que, per raons de la seva utilització en alguns països en alguns dominis específics, era acceptable continuar utilitzant algunes unitats com l'atmosfera conjuntament amb les unitats del SI, però afegeix que no s'ha de fer servir en àmbits nous. A les edicions quarta (1985) i cinquena (1991) del Fullet del SI l'atmosfera ja apareix a la llista d'unitat que es recomana de no utilitzar, s'indica que el CIPM considera que és preferible d'evitar la seva utilització i reemplaçar-la per la unitat del SI.{{sfn|BIMP|1985|p=22}|ref=BIMP1985} A l'edició del 1998, la setena, no canvia l'estatus, però s'introdueix la consideració de què es tracta d'una unitat present en textos antics. A la vuitena edició, del 2006, ja no s'esmenta l'atmosfera, a l'apartat de les altres unitats d'utilització no recomanada s'indica que el CIPM considera que no hi ha cap raó per a continuar utilitzant les unitats que s'havien llistat en el passat.
En química, s'havia fet servir l'atmosfera com a unitat per a la pressió de gasos; per a la definició de les condicions normals de pressió i temperatura per tabular dades termodinàmiques, que corresponen a una temperatura de 0 °C (273,15 K) i una pressió d'una atm; o en el valor de la constant dels gasos R = 0,082 06 atm·L/K·mol. Però el 1982 la IUPAC va canviar les seves recomanacions en adaptar-les encara més al Sistema Internacional d'Unitats i des de llavors recomana que la pressió estàndard sigui 100 kPa, és a dir, 100 000 Pa.

## Equivalències
L'equivalència de l'atmosfera amb el pascal, la unitat de pressió del Sistema Internacional, s'obté a partir de la definició de pressió hidroestàtica {\displaystyle p_{h}} amb la pressió atmosfèrica de 760 mmHg (una altura {\displaystyle h} = 0,760 m) i agafant la densitat del mercuri {\displaystyle \rho } = 13,595 08 × 103 kg·m–3 i l'acceleració de la gravetat {\displaystyle g} = 9,806 65 m·s–2:
{\displaystyle p_{h}=\rho \cdot g\cdot h=13,\!595\,08\times 10^{3}\,{\frac {kg}{m^{3}}}\cdot 9,\!806\,65\,{\frac {m}{s^{2}}}\cdot 0,\!760\,m=101\,325\,{\frac {kg\cdot m}{s^{2}}}{\frac {1}{m^{2}}}=101\,325\,{\frac {N}{m^{2}}}=101\,325\,Pa}
| Unitat                      | Atmosfera estàndard (atm) | Atmosfera tècnica (at) | Pascal (Pa) | kPa       | mmHg o Torr     | Bar           | Psi           |
| --------------------------- | ------------------------- | ---------------------- | ----------- | --------- | --------------- | ------------- | ------------- |
| 1 Atmosfera estàndard (atm) | 1                         | 1,033                  | 101 325     | 101,325   | 760             | 1,013 25      | 14,6959       |
| 1 Atmosfera tècnica (at)    | 0,9678                    | 1                      | 98 066,5    | 98,0665   | 735,562         | 0,980 665     | 14,223        |
| 1 Pascal (Pa)               | 9,869 23 × 10⁻⁶           | 1,0197 × 10⁻⁵          | 1           | 1 000     | 7,500 62 × 10⁻³ | 1 × 10⁻⁵      | 1,4504 × 10⁻⁴ |
| 1 kPa                       | 9,869 23 × 10⁻³           | 1,0197 × 10⁻²          | 1 000       | 1         | 7,500 62        | 0,01          | 0,145 04      |
| 1 mmHg o 1 Torr             | 1,315 79 × 10⁻³           | 1,3595 × 10⁻³          | 133,322     | 0,133 322 | 1               | 1,3332 × 10⁻³ | 1,9337 × 10⁻² |
| 1 Bar                       | 0,986 92                  | 1,0197                 | 100 000     | 100,000   | 750,062         | 1             | 14,5038       |
| 1 Psi                       | 6,8046 × 10⁻²             | 7,0307 × 10⁻²          | 6 894,76    | 6,894 76  | 51,714 94       | 0,068 9476    | 1             |